# Mychajłopil
Mychajłopil (ukr. Михайлопіль) – wieś na Ukrainie w obwodzie odeskim w rejonie Berezowskim w gminie Iwanowskiej.

## Demografia
Według spisu powszechnego ZSRR z 1989 r. wieś liczyła 486 osób, w tym 218 mężczyzn i 268 kobiet. Według spisu ludności Ukrainy z 2001 roku we wsi mieszkało 509 osób.